# SN 2005fo
SN 2005fo – supernowa typu Ia odkryta 13 września 2005 roku w galaktyce A215546+0035. W momencie odkrycia miała maksymalną jasność 21,70m.